# Annette Bening
Annette Bening   (Topeka, 29 de maig de 1958) és una actriu estatunidenca guanyadora dels premis Bafta i Globus d'Or.
Bening va començar la seva carrera a l'escenari amb la companyia Colorado Shakespeare Festival el 1980 i va interpretar Lady Macbeth el 1984 al American Conservatory Theater. Va rebre nominacions al Premi Tony a la millor actriu de repartiment en una obra de teatre pel seu debut a Broadway a Coastal Disturbances i al premi Tony a la millor actriu en una obra per a All My Sons. Ha estat quatre vegades nominada a l'Oscar per les seves actuacions a les pel·lícules Els estafadors (1990), American Beauty (1999), Coneixent la Julia (2004) i Els nois estan bé (2010). El 2006, va rebre una estrella cinematogràfica al Passeig de la Fama de Hollywood pels seus èxits a la indústria del cinema.
Bening va interpretar a Sue Barlow a Open Range (2003). Va interpretar el paper principal a Coneixent la Julia (2004), en què va guanyar un Globus d'Or, NBR a la millor actriu, va ser subcampiona de NYFCC i va ser nominada per SAG i per a l'Acadèmia per la seva actuació. Va ser nominada al Primetime Emmy Award pel seu paper de Jean Harris a la pel·lícula de HBO del 2005 Mrs. Harris. Va substituir Julianne Moore i va protagonitzar l'adaptació cinematogràfica de Running with Scissors (2006), per la qual va ser nominada a un Globus d'Or. Bening va protagonitzar el remake de The Women (2008). El 2009, Bening va protagonitzar una nova interpretació del clàssic d'Eurípides Medea al Freud Playhouse de la UCLA. Va rebre crítiques positives per la seva actuació a la pel·lícula independent Mares i filles (2009).

## Biografia
Bening va néixer a Topeka, Kansas, a Shirley Katherine (de soltera Ashley) i Arnett Grant Bening. La seva mare era cantant i solista de l'església, i el seu pare era consultor de formació en vendes i venedor d'assegurances. Els seus pares, originaris d'Iowa, eren episcopals practicants i republicans conservadors. És d'ascendència principalment alemanya i anglesa.
La petita de quatre fills, té una germana gran, Jane i dos germans grans, Bradley i Byron. La família es va traslladar a Wichita, Kansas, el 1959, on va passar la seva primera infància. Quan Bening estava a l'escola primària, el seu pare va traslladar la família a San Diego, Califòrnia, on va passar la resta de la seva joventut. Va començar a actuar a l'escola secundària, interpretant el paper principal a The Sound of Music. Es va graduar el 1975 a la Patrick Henry High School de San Diego, on va estudiar teatre. Després va passar un any treballant com a cuinera en un vaixell de lloguer fent festes de pesca a l'oceà Pacífic i fent submarinisme per recreació. Bening va anar al San Diego Mesa College i es va graduar en Arts Teatrals a la Universitat Estatal de San Francisco.

### Dècada de 1980
Acabats els estudis després d'algun temps, es traslladà amb el seu primer marit a Nova York a la recerca d'oportunitats. Bening va començar la seva carrera a l'escenari amb la companyia Colorado Shakespeare Festival l'any 1980, i va aparèixer en obres de teatre al San Diego Repertory Theatre. Va ser membre de la companyia d'actuació de l'American Conservatory Theater de San Francisco mentre estudiava interpretació com a part del Advanced Theatre Training Program. Allà, va protagonitzar produccions com Macbeth de Shakespeare com a Lady Macbeth. Bening també va protagonitzar produccions de Pygmalion i L'hort dels cirerers a la Denver Center for the Performing Arts durant la temporada 1985–86. Va fer el seu debut a Broadway el 1987, obtenint una nominació al Premi Tony a la millor actriu destacada en una obra i rebent un premi Theater World per la seva actuació a Coastal Disturbances. Bening s'obligà a si mateixa a continuar en el teatre abans d'intentar passar al cinema, cosa que va fer cinc anys més tard. Bening va debutar al cinema a The Great Outdoors (1988), protagonitzada per Dan Aykroyd i John Candy. El seu següent paper va ser com la marquesa de Merteuil a Valmont (1989) al costat de Colin Firth.

### Dècada de 1990

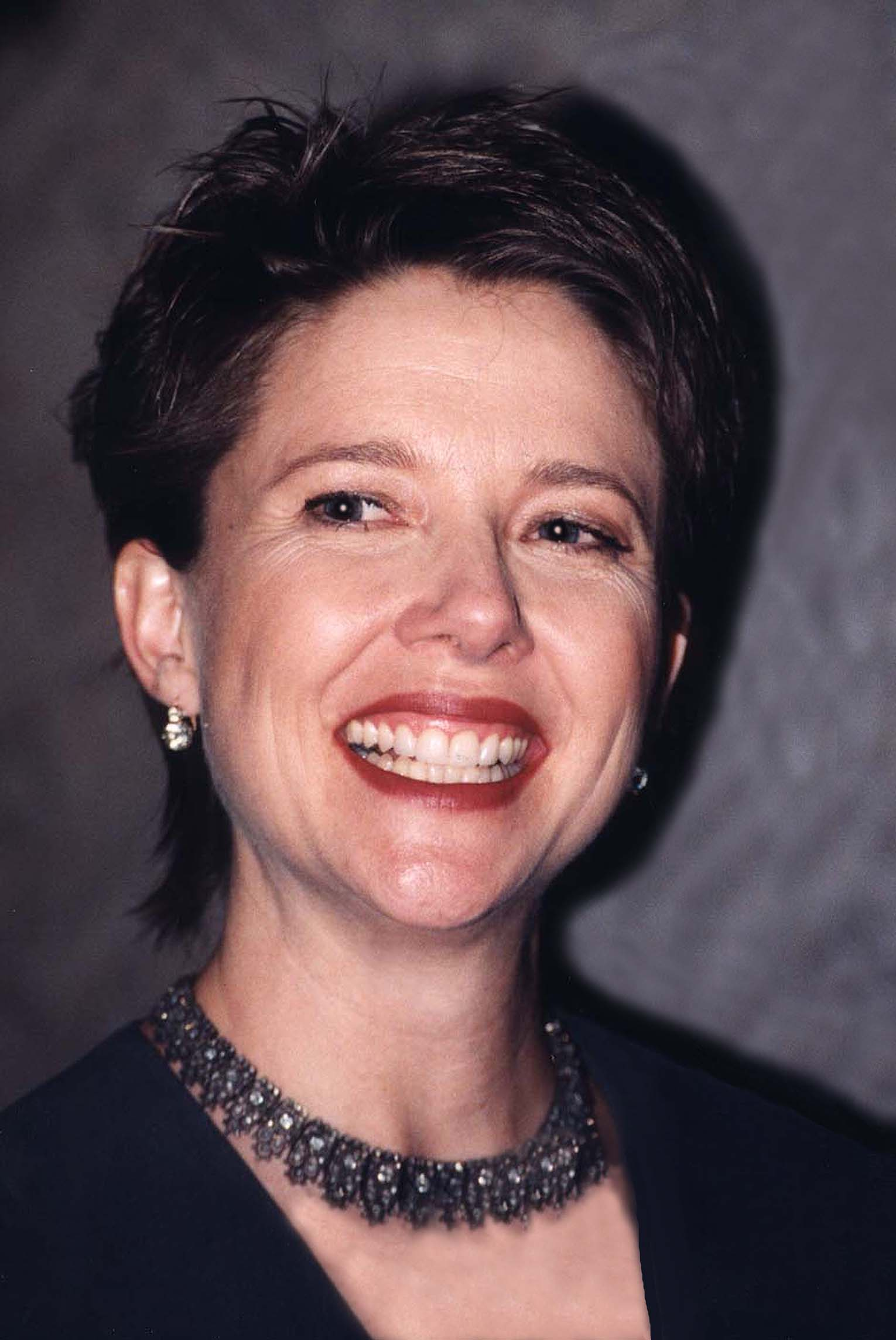
Bening l'any 1999

Va fer el seu paper destacat a Els estafadors (1990), on va ser nominada a l'Oscar a la millor actriu secundària. El 1991, va interpretar Virginia Hill a la pel·lícula biogràfica de Barry Levinson, Bugsy, al costat de Warren Beatty. Bening va protagonitzar amb Harrison Ford a A propòsit de Henry. El 1994, Bening i Beatty van tornar a protagonitzar junts, a Love Affair. El 1995, Bening va tenir un paper protagonista a The American President, amb Michael Douglas, un paper que va seguir amb la parodia de ciència-ficció de Tim Burton Mars Attacks! (1996).
El 1999, Bening va tornar als escenaris per primera vegada en 10 anys interpretant el paper principal a Hedda Gabler al Geffen Playhouse de Los Angeles. El Los Angeles Times va elogiar la seva actuació dient: "Bening utilitza el seu instrument vocal amb bon efecte, sense llançar-lo. A les pel·lícules no sempre escoltes què pot fer Bening amb aquesta veu, sobretot quan interpreta tipus virtuosos i "sensibles". Però l'antiheroïna d'Ibsen —sensualista frustrada, una dona lluitant amb el seu troll interior, bellesa d'una pilota que maig arriba— no és ni virtuosa ni sensata. Tampoc és una vilà fàcil de llegir, ni un simple mocoso reivindicatiu, tot i que moltes actrius l'han reduïda així. Bening s'endinsa amb força en el sarcasme verinós, però és prou cautelosa com per evitar extrems reductors."

### Dècada de 2000
Bening va interpretar a Sue Barlow a Open Range (2003). Va interpretar el paper principal a Being Julia (2004), en què va guanyar un Globus d'Or, NBR a la millor actriu, va ser subcampiona de NYFCC i va ser nominada per SAG i per a l'Acadèmia per la seva actuació. Va ser nominada al Primetime Emmy Award pel seu paper de Jean Harris a la pel·lícula de HBO del 2005 Mrs. Harris. Va substituir Julianne Moore i va protagonitzar l'adaptació cinematogràfica de Running with Scissors (2006), per la qual va ser nominada a un Globus d'Or. Bening va protagonitzar el remake de The Women (2008). El 2009, Bening va protagonitzar una nova interpretació del clàssic d'Eurípides Medea al Freud Playhouse de la UCLA. Va rebre crítiques positives per la seva actuació a la pel·lícula independent Mother and Child (2009).

### Dècada de 2010
El 2010, va protagonitzar The Female of the Species, la comèdia de Joanna Murray-Smith, al Geffen Playhouse de Los Angeles. Més tard aquell any, Bening va rebre elogis de la crítica per la seva actuació a Els nois estan bé; un crític va dir que "es mereix un Oscar" i un altre va elogiar la seva actuació "sublim". Pel seu paper, Bening va guanyar un Globus d'Or, millor actriu de la NYFFC i va ser subcampiona d'un premi NSFC. També va ser nominada per a un premi SAG, un premi BAFTA i per a l'Acadèmia per l'actuació.
El 2012, l'enregistrament d'audiollibre de Bening de Mrs. Dalloway es va publicar a Audible.com. El 2014, va protagonitzar El Rei Lear de Shakespeare al Delacorte Theater de Central Park, com a part de Free New York Shakespeare Festival del Public Theatre. Va marcar la seva primera aparició a l'escenari a Nova York en vint anys. Bening va protagonitzar la comèdia dramàtica nord-americana de 2015 de Dan Fogelman, Mai és tard, amb Al Pacino. El 2016, Bening va protagonitzar la comèdia drama de Mike Mills 20th Century Women al costat d'Elle Fanning, Greta Gerwig i Billy Crudup. Va obtenir una nominació al Globus d'Or per la seva actuació El 2017, va aparèixer a Film Stars Don't Die in Liverpool com a Gloria Grahame al costat de Jamie Bell, Vanessa Redgrave i Julie Walters. Va ser nominada al premi BAFTA a la millor actriu en un paper protagonista per la seva actuació.
El 2019, Bening va tornar als escenaris de Broadway després d'una absència de 32 anys. Va protagonitzar el revival de Tots eren fills meus d'Arthur Miller al costat de Tracy Letts a l’American Airlines Theatre de la Roundabout Theatre Company. L'obra es va estrenar el 4 d'abril de 2019 i es va tancar el 23 de juny de 2019. Va ser nominada al premi Tony a la millor actriu en una obra de teatre.
Actua com a vicepresidenta del consell d'administració de The Actors Fund.

## Vida personal
Bening estigué casada per primera vegada durant set anys, malgrat que el matrimoni se'n separà als dos. El 1992 es casà amb Warren Beatty, amb el qual té quatre fills. D'una presència torbadora, la dona de Beatty ha enlluernat la majoria dels directors amb qui ha treballat.
Passa per ser una defensora dels postulats del Partit Demòcrata dels Estats Units, del qual Warren Beatty és un antic avalador.

## Filmografia
- The Great Outdoors (1988)
- Valmont (1989)
- Els estafadors (1990)
- Postcards from the Edge (1990)
- Bugsy (1991)
- A propòsit de Henry (Regarding Henry) (1991)
- Acorralat per la justícia (Guilty by Suspicion) (1991)
- Love Affair (1994)
- The American president (1995)
- Ricard III (Richard III) (1995)
- Mars Attacks! (1996)
- The Siege (1998)
- American Beauty (1999)
- In Dreams (1999)
- What planet are you from? (2000)
- Open Range (2003)
- Coneixent la Júlia (2004)
- Mrs. Harris (2005)
- Retalls de la meva vida (Running with Scissors) (2006)
- The Women (2008)
- Mares i filles (2009)
- Els nois estan bé (2010)
- Ruby Sparks (2012)
- Ginger & Rosa (2012)
- Girl Most Likely (2012)
- The Face of Love (2013)
- The Search (2014)
- Danny Collins (2015)
- The Seagull (2016)
- 20th Century Women (2016)[21][22]
- Rules Don't Apply (2016)[23]
- Film Stars Don't Die in Liverpool (2017)[22]
- Life Itself (2018)[24]
- The Report (2019)[25]
- Captain Marvel (2019)[26][27]
- Georgetown  (2019)[28]
- Hope Gap (2019)[29]
- Death on the Nile (2022)[30]
- Jerry & Marge Go Large (2022)[31]

## Premis i nominacions

### Premis Oscar
| Any  | Categoria                | Pel·lícula         | Resultat  |
| ---- | ------------------------ | ------------------ | --------- |
| 1991 | Millor actriu secundària | Els estafadors     | Candidata |
| 2000 | Millor actriu            | American Beauty    | Candidata |
| 2005 | Millor actriu            | Coneixent la Julia | Candidata |
| 2011 | Millor actriu            | Els nois estan bé  | Candidata |

### Globus d'Or
| Any  | Categoria                             | Pel·lícula              | Resultat   |
| ---- | ------------------------------------- | ----------------------- | ---------- |
| 1992 | Millor actriu dramàtica               | Bugsy                   | Candidata  |
| 1996 | Millor actriu musical o còmica        | The American President  | Candidata  |
| 2000 | Millor actriu dramàtica               | American Beauty         | Candidata  |
| 2005 | Millor actriu musical o còmica        | Coneixent la Julia      | Guanyadora |
| 2007 | Millor actriu musical o còmica        | Retalls de la meva vida | Candidata  |
| 2007 | Millor actriu en minisèrie o telefilm | Mrs. Harris             | Candidata  |
| 2011 | Millor actriu musical o còmica        | Els nois estan bé       | Guanyadora |

### Premis BAFTA
| Any  | Categoria                | Pel·lícula        | Resultat   |
| ---- | ------------------------ | ----------------- | ---------- |
| 1991 | Millor actriu secundària | Els estafadors    | Candidata  |
| 2000 | Millor actriu            | American Beauty   | Guanyadora |
| 2011 | Millor actriu            | Els nois estan bé | Candidata  |

### Premis Emmy
| Any  | Categoria                             | Pel·lícula  | Resultat  |
| ---- | ------------------------------------- | ----------- | --------- |
| 2006 | Millor actriu en minisèrie o telefilm | Mrs. Harris | Candidata |

### Premis del Sindicat d'Actors
- 1999: Millor actriu per American Beauty
- 2004: Nominada com a millor actriu per Being, Julia

### Festival Internacional de Cine de San Sebastián
- 2004: Premi Donostia